# Lluís Lleó
Lluís Lleó   (Barcelona, 1961) és un pintor i escultor català amb una extensa carrera internacional, que viu i treballa a Nova York des del 1989. En les seves obres, sovint en paper, hi domina la geometria i el minimalisme amb formes gairebé orgàniques.

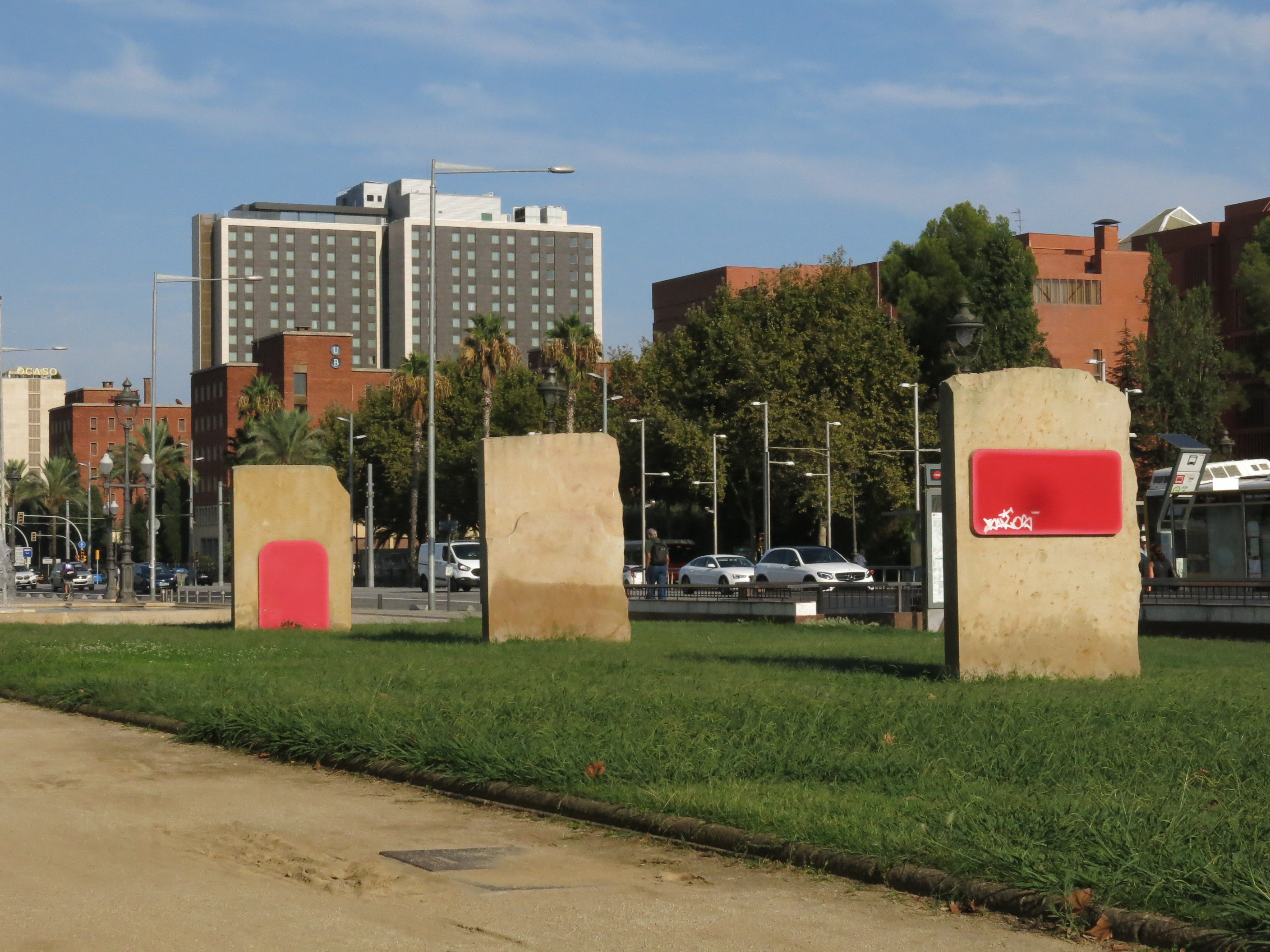
Les escultures a Barcelona

L'any 2017 instal·là una sèrie d'escultures formada per cinc blocs de pedra pintada de gairebé quatre metres d'alçada a Park Avenue de Nova York amb el títol de Morpho's Nest in a Cadmium House, entre el carrer 52 i el 56 de Manhattan. L'any 2018 instal·là aquestes escultures davant l'entrada principal dels jardins de Pedralbes de Barcelona.

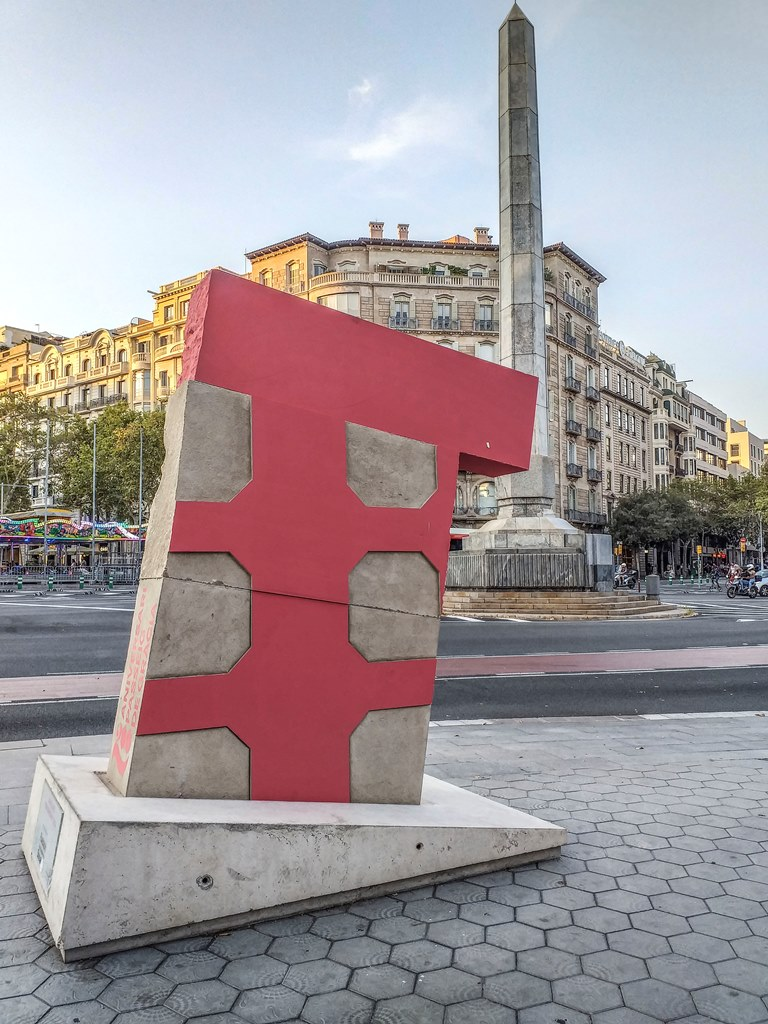
L'escultura Pink Barcino a la plaça del Cinc d'Oros

L'any 2024 instal·là una escultura a la cruïlla de la avinguda Diagonal amb el passeig de Gràcia, a la plaça del Cinc d'Oros. Titulada Pink Barcino, aquesta escultura vol celebrar els 200 anys del passeig de Gràcia i, de fet, representa la mateixa cruïlla on està ubicada. De caràcter efímer, l'obra s'exhibirà en la seva ubicació actual fins al gener de 2025.